# Squillo (film 1965)
Squillo è un film italiano del 1965 diretto da Mario Sabatini.